# Maule (Frankrijk)
Maule is een gemeente in Frankrijk op 35 km ten westen van het centrum van Parijs. Er komt een rivier door Maule, de Mauldre.
Er ligt station Maule.

## Kaart
De onderstaande kaart toont de ligging van Maule (Frankrijk) met de belangrijkste infrastructuur en aangrenzende gemeenten.

## Demografie
Onderstaande figuur toont het verloop van het inwonertal, bron: INSEE-tellingen. 

Het aantal inwoners van Maule is op 31 december 2016 vastgesteld op 5.854. Het aantal inwoners in Maule stijgt met ongeveer 0,3 % per jaar.

## Afbeeldingen

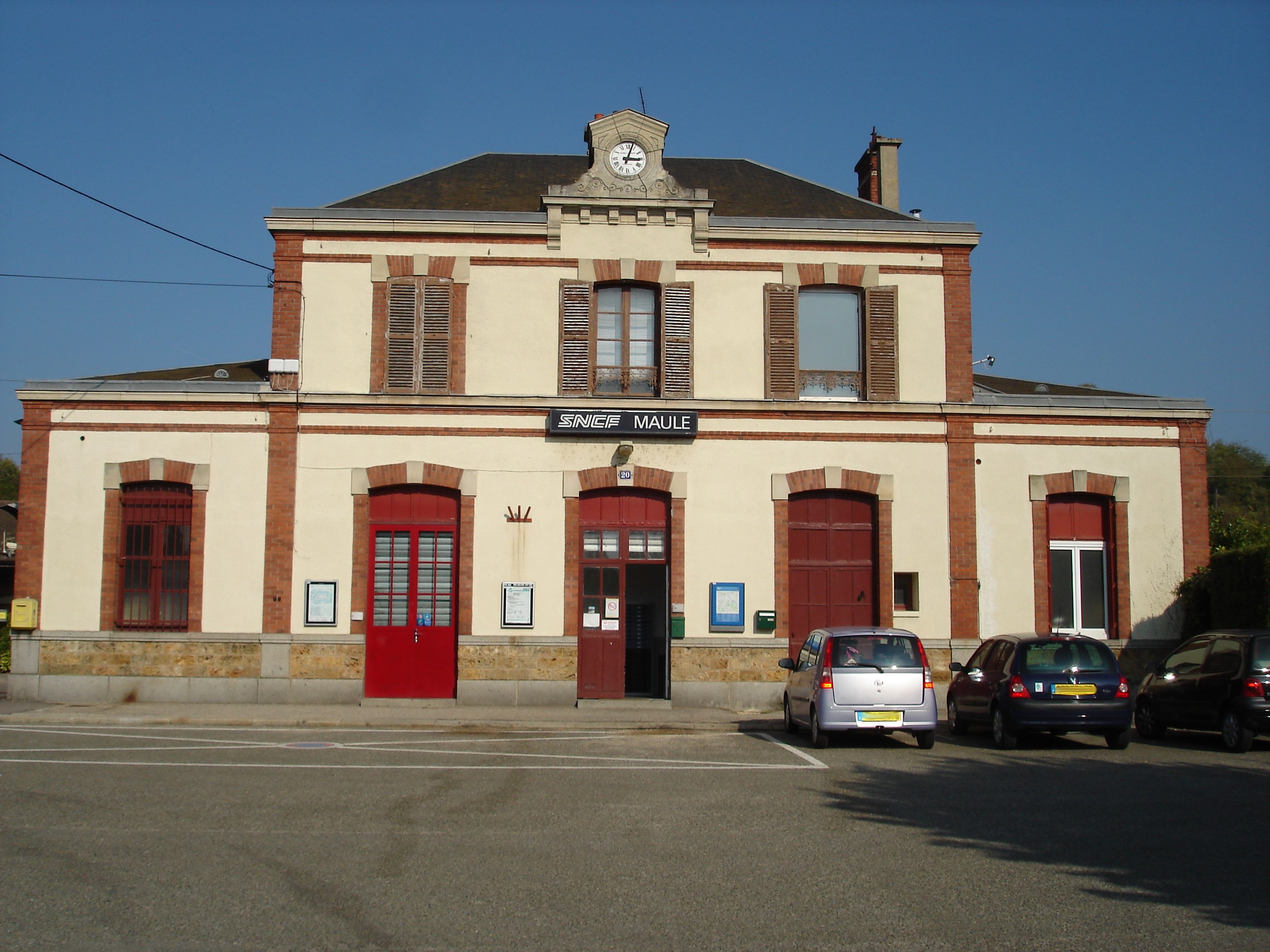
station
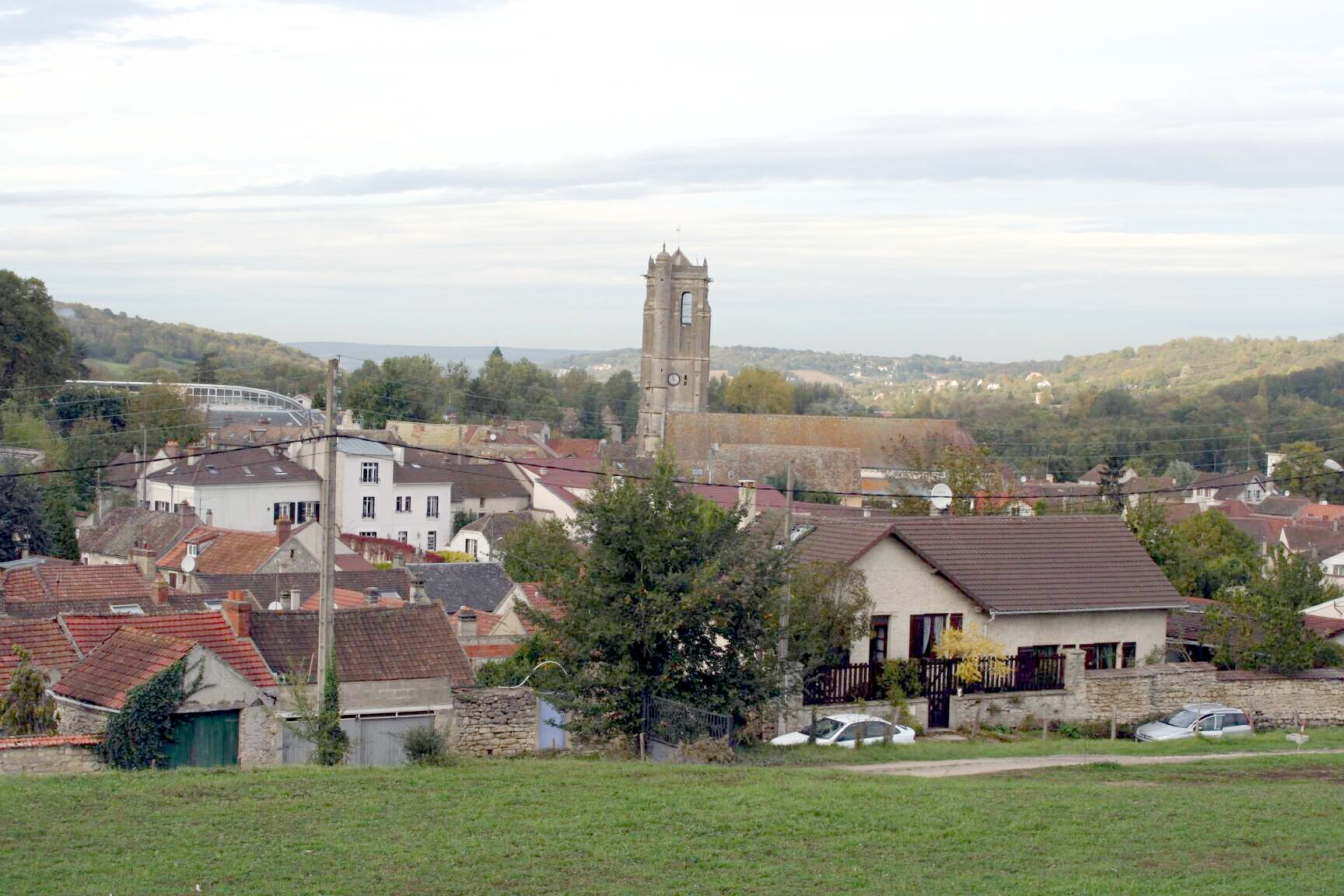
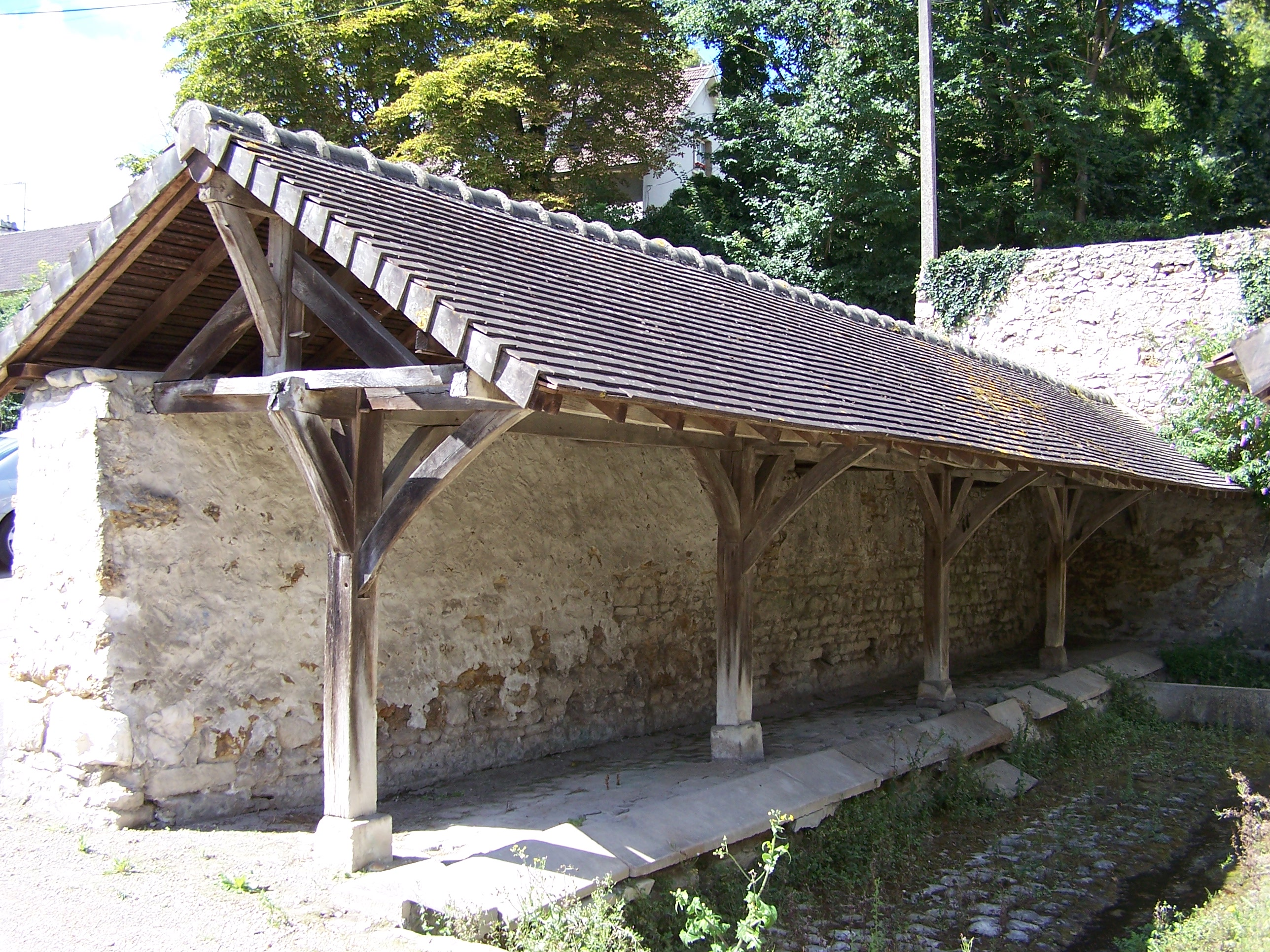
lavoir

## Partnersteden
- Carnoustie

## Geboren
- Robert Charpentier 4 april 1916, wielrenner

## Websites
- (fr)  Statistische informatie op de website van INSEE